# Miki Vuković
Mihajlo Vuković (més conegut com a Miki Vuković, serbi: Мики Вуковић) (Kraljevo, Sèrbia, 25 de juny de 1944 - València, 15 de gener de 2021) fou un entrenador i jugador de bàsquet. Llicenciat en Enginyeria de mines, va desenvolupar la seua carrera esportiva com a jugador de bàsquet primer, i també com a entrenador en competicions masculines i femenines.

## Història
Comença a jugar a l'equip del seu municipi, l'Sloga Kraljevo, per a fitxar posteriorment pel Jedinstvo Tuzla, on desenvolupa la pràctica totalitat de la carrera esportiva fins a retirar-se en acabar la temporada 1971-72. La temporada 1972-73 comença a entrenar les categories inferiors masculines de l'equip, passant a entrenar l'equip femení a la dècada de 1980, obtenint el primer campionat el 1989.
A la dècada de 1990 fitxa pel Dorna Godella, i obté cinc campionats de lliga i dos d'Europa. A Godella, a més de ser campiones d'Europa i del Món, va fer una temporada perfecta, on no es va perdre cap partit de les tres competicions disputades, ni tan sols els amistosos. En 1995 fitxa pel Pamesa València, que descendí a Lliga EBA (Segona divisió). Vukovic va estar cinc temporades al club, on guanyà a Copa del Rei de 1998 i fou finalista de la Saporta del 99. El 2000 deixa d'entrenar el Pamesa i treballarà a la direcció esportiva de Ros Casares i Pamesa fins a la seua jubilació el 2009.

### Com a entrenador
- Jedinstvo Tuzla, categories inferiors masculines
- Jedinstvo Tuzla (Primera Divisió Femenina de Iugoslàvia) 1988-1990
- Dorna Godella (Primera Divisió Femenina) 1990-1995
- València Basket 1995-2000 (Lliga EBA i ACB)
- 2001–2002: Ros Casares (Director Esportiu)
- 2005-2009: València Basket. Direcció esportiva i secretaria tècnica